# Список серій Бейблейд: Вибух

## Список використаної літератури

### Бейблейд: Вибух
| Номер | Назва                                     | Дата показу в Японії | Дата показу на ПлюсПлюс |
| ----- | ----------------------------------------- | -------------------- | ----------------------- |
| 1     | Покажи їм, Волтраєку!                     | 4 квітня 2016        | 4 вересня 2017          |
| 2     | Кербеус: Сторожовий Пес Підземного Світу! | 11 квітня 2016       | 5 вересня 2017          |
| 3     | Реактивний Швидкозапуск                   | 18 квітня 2016       | 6 вересня 2017          |
| 4     | Клуб Блейдерів — Починаймо!               | 25 квітня 2016       | 7 вересня 2017          |
| 5     | У Темряву! Дарк Думсайзор!                | 2 травня 2016        | 8 вересня 2017          |
| 6     | Готуйся! Інтенсивний Курс!                | 9 травня 2016        | 11 вересня 2017         |
| 7     | Блиско-Запуск! Супер-Швидкість!           | 16 травня 2016       | 12 вересня 2017         |
| 8     | Могутній Суперник! Хайпер Хурусуд!        | 23 травня 2016       | 13 вересня 2017         |
| 9     | Вайврон на Заваді!                        | 30 травня 2016       | 14 вересня 2017         |
| 10    | Забуть про це! Вір у Волтраєка            | 6 червня 2016        | 18 вересня 2017         |
| 11    | Відчай Спрайзена!                         | 13 червня 2016       | 21 вересня 2017         |
| 12    | Загроза Щито-Удару!                       | 20 червня 2016       | 22 вересня 2017         |
| 13    | Випробування Шу!                          | 27 червня 2016       | 23 вересня 2017         |
| 14    | Обіцяна Битва!                            | 4 липня 2016         | 24 вересня 2017         |
| 15    | Жортска Битва! Волтраєк проти Спрайзена!  | 11 липня 2016        | 25 вересня 2017         |
| 16    | Фірмовий Урок! Фірмова Шакадера!          | 18 липня 2016        | 28 вересня 2017         |
| 17    | Екстремальний Екскаліус!                  | 25 липня 2016        | 29 вересня 2017         |
| 18    | Командна Битва! Крутіше не Буває!         | 1 серпня 2016        | 30 вересня 2017         |
| 19    | Роктавор проти Юнікреста!                 | 8 серпня 2016        | 1 жовтня 2017           |
| 20    | Всі Разом! Ланцюго-Запуск!                | 15 серпня 2016       | 2 жовтня 2017           |
| 21    | Битва Дружби!                             | 22 серпня 2016       | 5 жовтня 2017           |
| 22    | Пробудження Волтраєка!                    | 29 серпня 2016       | 6 жовтня 2017           |
| 23    | Самотній Думсайзор!                       | 5 вересня 2016       | 7 жовтня 2017           |
| 24    | Повна Потужність. Саме Так!               | 12 вересня 2016      | 8 жовтня 2017           |
| 25    | Таємничий Блейдер у Масці!                | 19 вересня 2016      | 9 жовтня 2017           |
| 26    | Дамо Жару!                                | 26 вересня 2016      | 12 жовтня 2017          |
| 27    | Тренувальні Збори! Зубаста Арена!         | 3 жовтня 2016        | 13 жовтня 2017          |
| 28    | Гори! Річки! Велика Штормова Пригода!     | 10 жовтня 2016       | 14 жовтня 2017          |
| 29    | Зосередься на Меті!                       | 17 жовтня 2016       | 15 жовтня 2017          |
| 30    | Крилатий Змій! Кветціко!                  | 24 жовтня 2016       | 16 жовтня 2017          |
| 31    | Урок від Легенди!                         | 31 жовтня 2016       | 19 жовтня 2017          |
| 32    | Сила Циклону!                             | 7 листопада 2016     | 20 жовтня 2017          |
| 33    | Мега-Вогні! Подвійні Шаблі!               | 14 листопада 2016    | 21 жовтня 2017          |
| 34    | Чудиська Показують Зуби!                  | 21 листопада 2016    | 22 жовтня 2017          |
| 35    | Звірина Атака! Біст Бетромоз!             | 28 листопада 2016    | 23 жовтня 2017          |
| 36    | Піднесення Наїзників!                     | 5 грудня 2016        | 26 жовтня 2017          |
| 37    | Наступна зупинка — фінал!                 | 12 грудня 2016       | 27 жовтня 2017          |
| 38    | Битва до кінця! Лост Луїнор!              | 19 грудня 2016       | 28 жовтня 2017          |
| 39    | У круговерть! Загублена спіраль!          | 26 грудня 2016       | 29 жовтня 2017          |
| 40    | Усі разом! Кожен окремо!                  | 9 січня 2017         | 30 жовтня 2017          |
| 41    | Пастка Непстріуса!                        | 16 січня 2017        | 2 листопада 2017        |
| 42    | Джамбо Джромонтор! Отруйна змія!          | 23 січня 2017        | 3 листопада 2017        |
| 43    | Крило-Запуск!                             | 30 січня 2017        | 4 листопада 2017        |
| 44    | Битва розлючених чудиськ!                 | 6 лютого 2017        | 5 листопада 2017        |
| 45    | Спрайзен проти Вайврона!                  | 13 лютого 2017       | 6 листопада 2017        |
| 46    | Битва за першість! Волт проти Ксандера!   | 20 лютого 2017       | 9 листопада 2017        |
| 47    | Битва зірок!                              | 27 лютого 2017       | 10 листопада 2017       |
| 48    | Півфінали! Оберти проти швидкості!        | 6 березня 2017       | 11 листопада 2017       |
| 49    | Давні суперники! Луї проти Шу!            | 13 березня 2017      | 12 листопада 2017       |
| 50    | Скинути короля!                           | 20 березня 2017      | 13 листопада 2017       |
| 51    | Фінальний двобій! Вікторі Волтраєк!       | 27 березня 2017      | 16 листопада 2017       |

Бейблейд: Вибух. Еволюція
| Номер | Назва                                         | Дата показу в Японії | Дата показу на ПлюсПлюс |
| ----- | --------------------------------------------- | -------------------- | ----------------------- |
| 1     | Новий Початок! Еволюція Волтраєка!            | 3 квітня 2017        | 20 серпня 2018          |
| 2     | Бойовий Дух! Берсерк Роктавор!                | 10 квітня 2017       | 21 серпня 2018          |
| 3     | Драйн Фафнір! Несподіванка!                   | 17 квітня 2017       | 22 серпня 2018          |
| 4     | Вихор! Темпест Вайврон!                       | 24 квітня 2017       | 23 серпня 2018          |
| 5     | Сюрприз Атака! Кінетик Сатумб!                | 1 травня 2017        | 24 серпня 2018          |
| 6     | Радикальні Зміни у Команді!                   | 8 травня 2017        | 25 серпня 2018          |
| 7     | Шлях до Вершини!                              | 14 травня 2017       | 26 серпня 2018          |
| 8     | Європейська Ліга! Початок Змагань!            | 21 травня 2017       | 27 серпня 2018          |
| 9     | Альтер Коґнайт! Хамелеон!                     | 28 травня 2017       | 28 серпня 2018          |
| 10    | Від'їзд Фрі!                                  | 5 червня 2017        | 29 серпня 2018          |
| 11    | Бі Сі Сол! Розділена Команда!                 | 12 червня 2017       | 30 серпня 2018          |
| 12    | Повернення Думсайзора!                        | 19 червня 2017       | 31 серпня 2018          |
| 13    | Дві Коси! Подвійний Удар!                     | 26 червня 2017       | 1 вересня 2018          |
| 14    | Атака! Максимус Ґаруда!                       | 2 липня 2017         | 2 вересня 2018          |
| 15    | Гасем! Повітряний Блейдер!                    | 9 липня 2017         | 3 вересня 2018          |
| 16    | Пошуки Шу!                                    | 16 липня 2017        | 4 вересня 2018          |
| 17    | Підземний Лабіринт!                           | 22 липня 2017        | 5 вересня 2018          |
| 18    | Темна Магія! Снейк Піт!                       | 29 липня 2017        | 6 вересня 2018          |
| 19    | Таємний Вогонь! Червоноок!                    | 5 серпня 2017        | 7 вересня 2018          |
| 20    | Нові Товариші! Нові Суперники!                | 14 серпня 2017       | 8 вересня 2018          |
| 21    | Джошуа проти Космічних Ніндзя!                | 13 серпня 2017       | 9 вересня 2018          |
| 22    | Бласт Джиніус! Закликач Ураганів!             | 22 серпня 2017       | 10 вересня 2018         |
| 23    | Арена Інфініті! Випробування Рауля!           | 29 серпня 2017       | 11 вересня 2018         |
| 24    | Світова Ліга! Початок Змагань!                | 4 вересня 2017       | 12 вересня 2018         |
| 25    | Протистояння! Сердж Екскаліус!                | 11 вересня 2017      | 13 вересня 2018         |
| 26    | Генезис Перезапуск!                           | 18 вересня 2017      | 14 вересня 2018         |
| 27    | Протистояння Світового Рівня! Своя Територія! | 25 вересня 2017      | 15 вересня 2018         |
| 28    | Вампір! Діп Кейнокс!                          | 2 жовтня 2017        | 16 вересня 2018         |
| 29    | Фортеця! Шелтер Регулус!                      | 9 жовтня 2017        | 17 вересня 2018         |
| 30    | На Зустріч Курсах! До Фіналу!                 | 16 жовтня 2017       | 18 вересня 2018         |
| 31    | Велика П'ятірка! Прорив!                      | 23 жовтня 2017       | 19 вересня 2018         |
| 32    | Неперевершенний! Потрійна Шабля!              | 30 жовтня 2017       | 20 вересня 2018         |
| 33    | Фінал Світовою Ліги!                          | 6 листопада 2017     | 21 вересня 2018         |
| 34    | На Повну! Пружинна Атака!                     | 13 листопада 2017    | 22 вересня 2018         |
| 35    | Шлях на П'єдестал!                            | 20 листопада 2017    | 23 вересня 2018         |
| 36    | Луїнор проти Спрайзена!                       | 27 листопада 2017    | 24 вересня 2018         |
| 37    | Турнір Чемпіонів!                             | 4 грудня 2017        | 25 вересня 2018         |
| 38    | Проект Реквієм! Спрайзен Звільнений!          | 11 грудня 2017       | 26 вересня 2018         |
| 39    | Імператор Підземелля!                         | 18 грудня 2017       | 27 вересня 2018         |
| 40    | Вклоніться! Бум Халзар!                       | 25 грудня 2017       | 28 вересня 2018         |
| 41    | Гігінтський Молот! Твін Ноктевіс!             | 1 січня 2018         | 29 вересня 2018         |
| 42    | Гарячий День «Бі Сі Сол»                      | 8 січня 2018         | 30 вересня 2018         |
| 43    | Запеклі Суперники!                            | 15 січня 2018        | 1 жовтня 2018           |
| 44    | Епічна Еволюція! Удар Волтраєка!              | 22 січня 2018        | 2 жовтня 2018           |
| 45    | Спрайзен Руйнівник!                           | 29 січня 2018        | 3 жовтня 2018           |
| 46    | Без Обмежень! Фрі проти Луі!                  | 4 лютого 2018        | 4 жовтня 2018           |
| 47    | На Повну! Максимальний Заряд!                 | 11 лютого 2018       | 5 жовтня 2018           |
| 48    | Командна Робота! Вперед до Півфіналу!         | 18 лютого 2018       | 6 жовтня 2018           |
| 49    | Шалена Четвірка!                              | 25 лютого 2018       | 7 жовтня 2018           |
| 50    | Переломний Момент! Прорив!                    | 4 березня 2018       | 8 жовтня 2018           |
| 51    | Чемпіона Короновано!                          | 11 березня 2018      | 9 жовтня 2018           |

### Бейблейд: Вибух. Турбо
| Номер | Назва                                       | Дата показу в Японії | Дата показу на ПлюсПлюс |
| ----- | ------------------------------------------- | -------------------- | ----------------------- |
| 1     | Час Вмикати Турбо!                          | 2 квітня 2018        | 16 лютого 2019          |
| 2     | Ахіллес проти Форнеуса!                     | 9 квітня 2018        | 17 лютого 2019          |
| 3     | Вечірня Дуель!                              | 16 квітня 2018       | 18 лютого 2019          |
| 4     | Зі-Прорив! Уперед!                          | 23 квітня 2018       | 19 лютого 2019          |
| 5     | Турбо Матч! Волтраєк проти Луїнора!         | 30 квітня 2018       | 20 лютого 2019          |
| 6     | Зимовий Лицар! Королівська Битва!           | 7 травня 2018        | 20 лютого 2019          |
| 7     | Завіси Піднімаються! Кубок Луїнора!         | 14 травня 2018       | 20 лютого 2019          |
| 8     | Трансформація! Хіт Саламандер!              | 21 травня 2018       | 20 лютого 2019          |
| 9     | Вихор Інферно!                              | 28 травня 2018       | 20 лютого 2019          |
| 10    | Ахіллес проти Роктавора!                    | 4 червня 2018        | 25 лютого 2019          |
| 11    | Підступна Битва!                            | 11 червня 2018       | 20 лютого 2019          |
| 12    | Точно в Ціль! Арчер Геркулес!               | 18 червня 2018       | 27 лютого 2019          |
| 13    | Кубок Луїнора! Фінальна Битва!              | 25 червня 2018       | 28 лютого 2019          |
| 14    | Лютий Дракон! Брутал Луїнор!                | 2 липня 2018         | 1 березня 2019          |
| 15    | Битва Вогню! Перемогти Луї!                 | 9 липня 2018         | 2 березня 2019          |
| 16    | Епічна Подорож! Битва на Лайнері!           | 16 липня 2018        | 3 березня 2019          |
| 17    | Легендарний Меч Героя!                      | 23 липня 2018        | 4 березня 2019          |
| 18    | Корабель Привид! Пригоди у Відкритому Морі! | 30 липня 2018        | 5 березня 2019          |
| 19    | Супер Битва! Бейатлон!                      | 6 серпня 2018        | 6 березня 2019          |
| 20    | Вибухове Полум'я! Рівайв Фенікс!            | 13 серпня 2018       | 7 березня 2019          |
| 21    | Співпраця! Битва Команд!                    | 20 серпня 2018       | 8 березня 2019          |
| 22    | Потрійне Протистояння!                      | 27 серпня 2018       | 9 березня 2019          |
| 23    | Операція «Захист Бей-Зірок!»                | 3 вересня 2018       | 10 березня 2019         |
| 24    | Ахіллес проти Екскаліуса!                   | 10 вересня 2018      | 6 травня 2019           |
| 25    | Супер Дракон! Ґайст Фафнір!                 | 17 вересня 2018      | 7 травня 2019           |
| 26    | Морська Битва! Остання Подорож!             | 24 вересня 2018      | 8 травня 2019           |
| 27    | Дорога до Слави!                            | 1 жовтня 2018        | 9 травня 2019           |
| 28    | Волт проти Айґера!                          | 8 жовтня 2018        | 10 травня 2019          |
| 29    | Темний Принц! Дред Хейдіс!                  | 15 жовтня 2018       | 13 травня 2019          |
| 30    | Айґер Шаленіє!                              | 22 жовтня 2018       | 14 травня 2019          |
| 31    | Відродження! Турбо Волтраєк!                | 29 жовтня 2018       | 15 травня 2019          |
| 32    | Дред Таувер! Темна Фортеця!                 | 5 листопада 2018     | 16 травня 2019          |
| 33    | У Пастці Дред Таувер!                       | 12 листопада 2018    | 17 травня 2019          |
| 34    | Секрет Збірного Бея!                        | 19 листопада 2018    | 20 травня 2019          |
| 35    | Дух Полум'я! Турбо Спрайзен!                | 26 листопада 2018    | 21 травня 2019          |
| 36    | Всередині Темряви!                          | 3 грудня 2018        | 22 травня 2019          |
| 37    | Турбо Битва! Поєдинок в Темній Фортеці!     | 10 грудня 2018       | 11 червня 2019          |
| 38    | Переродження! Турбо Ахіллес!                | 17 грудня 2018       | 12 червня 2019          |
| 39    | Реванш Айґера! Непорушний Зв'язок!          | 24 грудня 2018       | 13 червня 2019          |
| 40    | Повелитель Вітру! Еір Найт!                 | 7 січня 2019         | 14 червня 2019          |
| 41    | Гайд проти Фая!                             | 14 січня 2019        | 17 червня 2019          |
| 42    | Королівська Битва! Герої Бейблейду!         | 21 січня 2019        | 18 червня 2019          |
| 43    | Руйнівний Владар! Дред Фенікс!              | 28 січня 2019        | 19 червня 2019          |
| 44    | Турбо Тренування! Королівство Ксав'єра!     | 4 лютого 2019        |                         |
| 45    | Турбо Тренування! Домівка Лабана!           | 11 лютого 2019       |                         |
| 46    | Повітряна Битва! Ахіллес проти Найта!       | 18 лютого 2019       |                         |
| 47    | Спрайзен проти Фенікса!                     | 25 лютого 2019       |                         |
| 48    | Тренування Задля Фінальної Битви!           | 4 березня 2019       |                         |
| 49    | Айґер проти Фая!                            | 11 березня 2019      |                         |
| 50    | Турбо Резонанс Айґера!                      | 18 березня 2019      |                         |
| 51    | Зв'язок! Ахіллес проти Волтраєка!           | 25 березня 2019      |                         |

### Бейблейд: Вибух. Райс
| Номер | Назва                                  | Дата показу в Японії | Дата показу на ПлюсПлюс |
| ----- | -------------------------------------- | -------------------- | ----------------------- |
| 1     | Підводьтесь! Ейс Драґон!               | 5 квітня 2019        | ТВА                     |
| 2     | Повернення Ашури!                      | 12 квітня 2019       | ТВА                     |
| 3     | Чарівний Дракон! Візард Фафнір!        | 19 квітня 2019       | ТВА                     |
| 4     | Запальна Еволюція! Ґранд Драґон!       | 26 квітня 2019       | ТВА                     |
| 5     | Драґон проти Фафніра!                  | 3 травня 2019        | ТВА                     |
| 6     | Вибухова Швидкість! Ґранд Бум!         | 10 травня 2019       | ТВА                     |
| 7     | Волт, Кидаю Тобі Виклик!               | 17 травня 2019       | ТВА                     |
| 8     | Вибухові Матчі на Бей Карнавалі!       | 24 травня 2019       | ТВА                     |
| 9     | Ол-ин! Джаджменент Джокер!             | 31 травня 2019       | ТВА                     |
| 10    | Ґамма Поєдинок! Найкраща Четвірка!     | 7 червня 2019        | ТВА                     |
| 11    | Зосередженний проти Караючого!         | 14 червня 2019       | ТВА                     |
| 12    | Важка Сталь! Цвай Луïнор!              | 21 червня 2019       | ТВА                     |
| 13    | Вдалося!Уперед!                        | 28 червня 2019       | ТВА                     |
| 14    | Неймовірний Вибух! Хайпер - Флюс!      | 5 липня 2019         | ТВА                     |
| 15    | Делта проти Данте!                     | 12 липня 2019        | ТВА                     |
| 16    | Диявольський Бей - Діаболос!           | 19 липня 2019        | ТВА                     |
| 17    | Лети, Гевен Пегасіс!                   | 26 липня 2019        | ТВА                     |
| 18    | Найлиховісніші мистецтва! Дред Балкеш! | 2 серпня 2019        | ТВА                     |
| 19    | Блиск! Сяючий Хрест!                   | 9 серпня 2019        | ТВА                     |
| 20    | Повітроголовий проти Величної Дитини!  |                      |                         |
| 21    | Небесна Битва!                         |                      |                         |
| 22    | Сформована шістка!Бойова мандрівка!    |                      |                         |
| 23    | Кружляй!Бийся!Вигравай!                |                      |                         |

## Дубляж
| Персонаж | Український дубляж            |
| --- | ----------------------------- |
| Волт Аой | Арсен Шавлюк                  |
| Данте Кор'ю | Дем'ян Шиян                   |
| Рантаро Кіяма, Ксав'єр Боґард, Фай, Кліо Делон, Фумія Кіндо                                                                                  | Олександр Погребняк           |
| Наокі Мінамо, Кайл Хакім, Тред Васкез, Блінт ДеВой, Юкіо Кібукі (16-20 серії), Дайґо Куроґамі (1-20 серії, 2 сезон)                          | Андрій Федінчик               |
| Кен Мідорі, Вакія Мурасакі, Ранджіро Кіяма, Курт, виконавець пісні у заставці (1-2,4 сезони), виконавець фрагменту заставки в половині серії | Павло Скороходько             |
| Айґер Акабане, Квон Лімон, Юкіо Кібукі (21-51 серії), Рен Ву, Дайґо (21-51 серії), виконавець пісні у заставці (3 сезон)                     | Андрій Соболєв                |
| Шу Куренай, Закарі Реканеґуро, Луї Шіросаґі, Дайґо Куроґамі (101 серія), Бен Азукі, Армен Кусаба.                                            | Юрій Кудрявець                |
| Куза, Тобішуке | Віктор Григор'єв              |
| Оповідач (1-2 сезони), Фрі де Ла Хоя (101 серія)                                                                                             | Сергій Могилевський           |
| Боа, Фрі де Ла Хоя, Фубукі Суміє, Каунд Найтфелл, Джо Лазур, Дельта (з 177 серії), Рефері (36-37 серії)                                      | Олександр Солодкий            |
| Сайлас Карлайл, Гайд, Курт (3 сезон) | Дмитро Рассказов-Тварковський |
| Лодін Хайджима, Деволос | Михайло Жонін                 |
| Рауль | Андрій Альохін                |
| Акіра Яматоґа, Лабан Ваннот, Кіт Лопез (2 сезон)                                                                                             | Лідія Муращенко               |
| Кріс, Кіт (101 серія), Така Кусаба, Ріота Куроґамі                                                                                           | Катерина Буцька               |
| Стен, Хей-джин-О, Ахіллес (3 сезон), Сайлас (101 серія), Рауль (101 серія), Теодор Ґлас (Ештем)                                              | Роман Чорний                  |
| Ксандер, Джошуа, Ріксон, Ходжі (1 сезон) Волтраєк                                                                                            | Михайло Тишин                 |
| Коментатор Ханамі (2 сезон), Норман, Кенто Аоі (Батько Волта), оповідач (3,4 сезон), Дреґон                                                  | Ярослав Чорненький            |
| Орочі, Юґо, Ґейб, Ходжі Конда (2 сезон) | Дмитро Завадський             |
| Коментатор Ханамі (1, 3 сезон), Ґасем, оповідач (2, 4 сезон), Рефері                                                                         | Андрій Твердак                |
| Дженґо, Суо Ґенджі, Рефері (4 сезон) | Денис Жупник                  |
| Дельта Закуро (до 176 серії) | Євген Локтіонов               |
| Ахіллес (4 сезон), Артур Переґрін | Дмитро Терещук                |
| Тайґа Акабане, Івел | Олесь Гімбаржевський          |
| Сіроок, Танґо Кор'ю | Євген Пашин                   |
| Токо Аоі, Шаса, Малий Гайд, Фенґ Гоуп | Анастасія Жарнікова           |
| Канна Акабане, Малий Фай, Ґвін Рейнолдс | Юлія Перенчук                 |
| Ніка Аой | Єлизавета Зіновенко           |
| Ічіка Кіндо | Оксана Лук'яненко             |
| Кіт Лопез (3 сезон) | Анна Чиж                      |
| Данте Кор'ю (184 серія) | Кирило Сузанський             |